# الطريق الثالث (فلسطين)
الطريق الثالث هو أحدث وأصغر حزب سياسي فلسطيني وهو حزب وسطي يطرح نفسه كبديل لنظام الحزبين حماس وفتح، تأسس الحزب في 16 ديسمبر 2005، وقاد الحزب كلا من سلام فياض وحنان عشراوي، وقاد الحملة الانتخابية للحزب سامي عبد الشافي.
في انتخابات المجلس التشريعي الفلسطيني في يناير 2006 حصل الحزب على 2,41٪ من الأصوات الشعبية وفاز بإثنين من مقاعد المجلس التشريعي الفلسطيني ال132.
في 15 يونيو 2007 قام الرئيس الفلسطيني محمود عباس بتعيين سلام فياض -أحد قادة الحزب- بمنصب رئيس وزراء حكومة الطوارئ الجديدة، في أعقاب سيطرة حماس على قطاع غزة.